# Gerda (przedsiębiorstwo)
Gerda Sp. z o.o. – polskie przedsiębiorstwo działające na rynku zabezpieczeń od 1987 roku, producent drzwi, zamków i okuć.

## Działalność
Gerda posiada trzy zakłady produkcyjne – w Warszawie, w Sokołowie i w Starachowicach.
Przedsiębiorstwo posiada ponad 1500 punktów sprzedaży detalicznej. Poza sprzedażą detaliczną, produkty Gerda wyposażają również sektor inwestycyjny – biura, instytucje publiczne, magazyny, osiedla, apartamenty itp.
Od 2017 roku firma, w ramach projektu Akademia Gerda, organizuje szkolenia i certyfikacje dla montażystów swoich produktów.

### Współpraca ze szkolnictwem
- W 2016 roku Gerda w celu szerzenia wiedzy i zwiększania świadomości w zakresie profesjonalnego montażu nawiązała współpracę z Zespołem Szkół Zawodowych nr 5 im. Gen. Ignacego Prądzyńskiego w Białymstoku, w ramach projektu klas patronackich „Dobry Montaż”[3].

## Wybrane nagrody
Gerda jest laureatem wielu nagród, w tym:
- Tytuł Złota Budowlana Marka Roku 2017 w kategorii Drzwi zewnętrzne[4]
- Super Marka – jakość, zaufanie, renoma[5]
- Budowlana Firma Roku 2016[6] i 2017[7]
- Superbrands Polska – najsilniejsze marki polskie[8][9]
- Tytuł TOPBuilder 2018, w kategorii produkt, za drzwi NTT[10][11]